# Orlong
Das, seltener der Orlong, war ein hinterindisches Flächen- und Ackermaß. Auch auf der Insel Prince of Wales Island galt dieses Maß.
Grundlage war ein Quadrat mit den Kantenlängen von 1 Orlong Längenmaß. Das Maß teilte man in 160 Hastas = 80 Yard (engl.). Das Hasta entsprach dem Ellenmaß, etwa ½ Yard (engl.).
- 1 Orlong = 20 Jumbas = 25.600 Quadrat-Hastas/Hästas= 51,086 2/5 Pariser Geviertfuß/Quadratfuß = 5494 1/5 Quadratmeter[2] (53,51 Ar)[3]